# Оленин, Евгений Ильич
Евге́ний Ильи́ч Оле́нин (23 сентября 1944, Смоленск — 20 февраля 2008, Одесса) — архитектор, художник, дизайнер, документалист и публицист. Член-корреспондент Украинской академии архитектуры, член Национального союза художников Украины, член Международной мастерской дизайна Женье (Венгрия).

## Биография
- Окончил Одесское государственное художественное училище им. М. Б. Грекова.
- Окончил Ленинградскую художественно-промышленную академию им. В. И. Мухиной.
- Главный художник кинофестиваля «Золотой Дюк» (1988)
- Евгений Оленин являлся координатором архитектурных программ Международного Мемориального совета (ММС) по увековечению памяти жертв Холокоста на Украине. Он так же участвовал в Международном архитектурном конкурсе мемориала для «Бабьего Яра» в городе Киеве.

## Проекты
- Многоцелевая проектная программа реконструкции города Одессы (1990 год; не реализован).
- «Пешеходная зона — Дерибасовская улица»

## Фильмография
- «В поисках утраченной Одессы»;
- «Исход».

## Персональные выставки
- «Евгений Оленин: выставка памяти» (19 февраля 2009, выставочный зал Одесского историко-краеведческого музея)[2]

## Критика
- Андрей Боков (академик архитектуры):

 Он выстроил Одессу своей мечты, связав её прошлое и будущее, с артистизмом, тонкостью, мастерством, страстью и любовью, на которую способны только жители особой страны и особого мира по имени Одесса. Он один из последних обитателей эпохи — Одессы XX века, бывшей состоянием души её создателя и хранителя, без которого этот мир уже не будет прежним. Он ушел, как уходят из жизни великие праведники, ушел на бегу, забыв остановиться, не доделав и не досказав многого из того, что собирался сказать и сделать
- Леонид Школьник, Михаил Марголин, Виталий Раевский, Полина Менделевич, Игорь Аксельрод, Юлиан Рапапорт, Марина Дайнеко, Михаил Хургин, Роман Френкель, Лев Менделевич, Инна и Изя Кацап, Жанна и Генрих Дашевские:

 Женя был человеком отзывчивым и добрым, суперинтеллигентным и внимательным, он был Личностью, никогда не опускался до мелких ссор, зависти или равнодушия